# Vilmundur Vilhjálmsson
Vilmundur Vilhjálmsson, född 21 februari 1954, är en isländsk före detta friidrottare, i första hand sprinter på nationell elitnivå. Vilhjálmsson delar fortfarande (september 2008) två isländska rekord: 50 meter inomhus och 100 meter.